# Elecciones generales de Zanzíbar de 1957
Las elecciones generales para el Consejo Legislativo de  Zanzíbar se llevaron a cabo por primera vez en la historia de Zanzíbar el 21 de julio de 1957. Las elecciones fueron en gran parte una competencia entre el Partido Afro-Shirazi (ASP) y el  Partido Nacionalista de Zanzíbar, con el ASP ganando cinco de los seis escaños en dispua. Estas fueron también las primeras elecciones en ser celebradas en África Oriental.

## Antecedentes
En 1926 las autoridades coloniales británicas introdujeron los Consejos Legislativos y Ejecutivos a las islas, impidiendo al Sultan legislar sin el consentimiento de las Cámaras. En 1954, el número de miembros del Consejo se amplió a 12. Dos años más tarde, las autoridades británicas nombraron a Walter Coutts para asesorar al gobierno sobre cómo obtener representación pública en el Consejo, aunque como miembros 'no oficiales'. El informe de Coutts sugirió la elección de seis miembros con base en un sistema de listas, con candidatos limitados a propietarios, personas mayores de 40 años y aquellos con un nivel específico de educación, y que los votantes deben cumplir con los criterios de propiedad. Esta propuesta significaba que solo el 14% de la población de las islas era apta para votar.

## Campaña
Los principales partidos fueron el Partido Nacionalista de Zanzíbar, establecido en diciembre de 1955, y el Partido Afro-Shirazi, fundado en febrero de 1957 por una fusión de la Asociación Africana (fundada en 1934) y la Asociación Shirazi (1938), mientras que la Asociación Musulmana dominada por los indios también compitió.

## Resultados[5]
| Partido                                | Votos  | %     | Escaños |
| -------------------------------------- | ------ | ----- | ------- |
| Partido Afro-Shirazi (PAS)             | 21,632 | 61.17 | 5       |
| Partido Nacionalista de Zanzíbar (ZNP) | 7,761  | 21.95 | 0       |
| Asociación Musulmana (MS)              | 5,968  | 16.88 | 1       |
| Otros partidos                         | 5,968  | 16.88 | 0       |
| Votos nulos/blancos                    | 619    | –     | –       |
| Total                                  | 35,980 | 100   | 6       |
| Votantes registrados/participación     | 39,873 | 90.2  | –       |
| Fuente: Nohlen et al.                  |        |       |         |

## Consecuencias
Después de la elección, tanto el ZNP como el ASP experimentaron luchas internas, lo que resultó en que algunos miembros del ASP se marcharan para establecer el Partido Popular de Zanzíbar y Pemba en 1959, y algunos miembros del ZNP se fueran para formar el Partido Umma en 1963.
En 1960, Sir Hilary Blood fue nombrado Comisionado Constitucional por las autoridades británicas, con el mandato de asesorar al gobierno sobre el desarrollo constitucional en Zanzíbar. Sus propuestas incluyeron convertir al líder del partido con la mayor cantidad de escaños en Primer Ministro, para crear carteras ministeriales, para que el Consejo tenga 22 escaños basados en la circunscripción, que las calificaciones electorales deberían ser abolidas y que las mujeres deberían tener derecho a votar.
El gobierno británico aceptó las propuestas de Blood, y se celebraron nuevas elecciones en enero de 1961.